# Украинцы в Германии

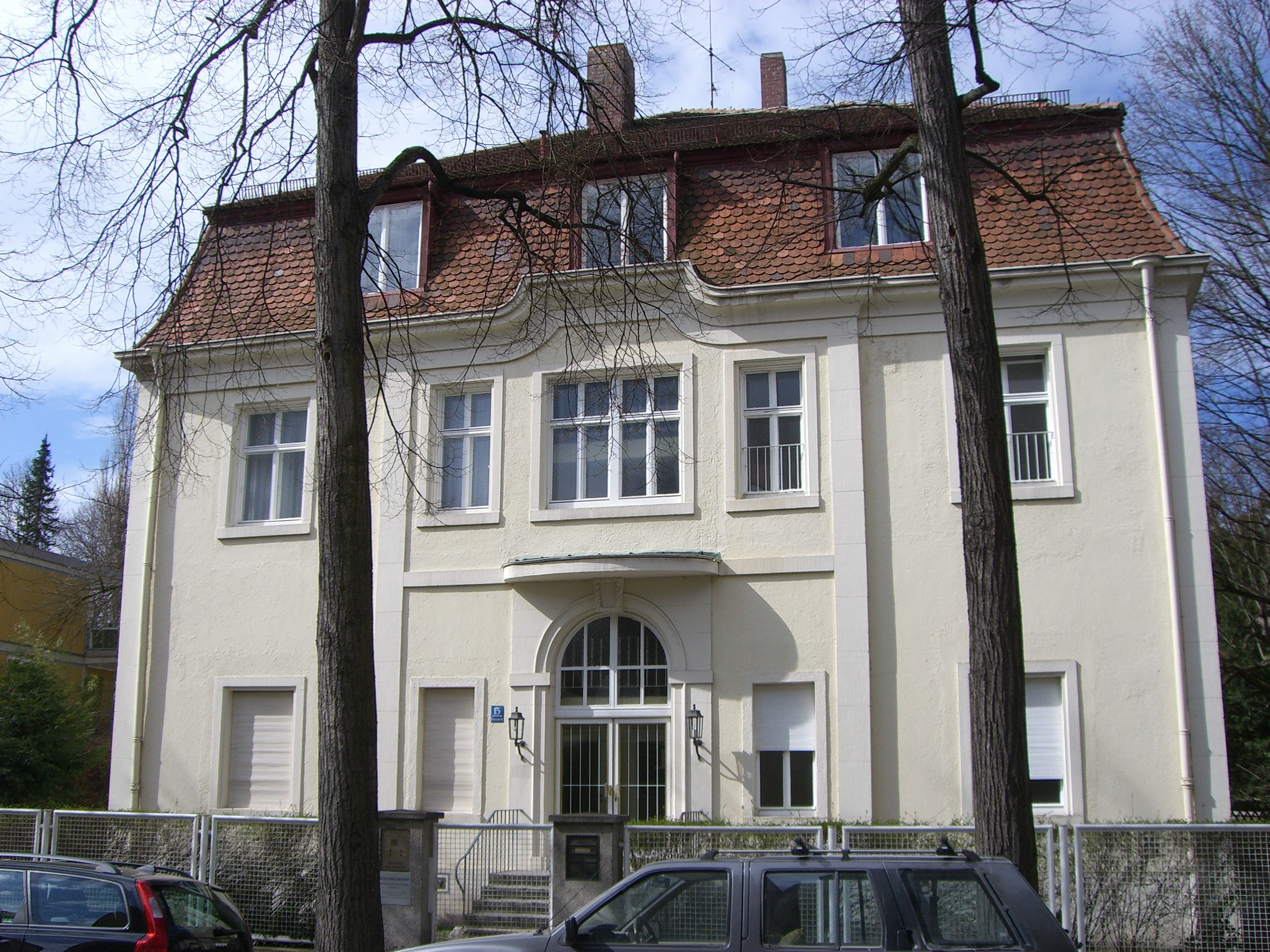
Украинский свободный университет в Мюнхене

Украинцы в Германии (укр. Українці в Німеччині) — часть украинского этноса, проживающая на территории Германии численностью около 272 000 человек (по официальным данным на 2016 год), что составляет около 0,5 % населения страны. Проживающие ныне в Германии украинцы преимущественно эмигранты, прибывшие в страну в 1990-е — 2010-е годы и их потомки. Украинцы живут во всех землях Германии, нигде не образуя большинства. Наибольшее число украинцев в южных землях (Бавария, Баден-Вюртемберг), а также в земле Северный Рейн-Вестфалия.

## История

### Украинцы в Германии до 1914 года

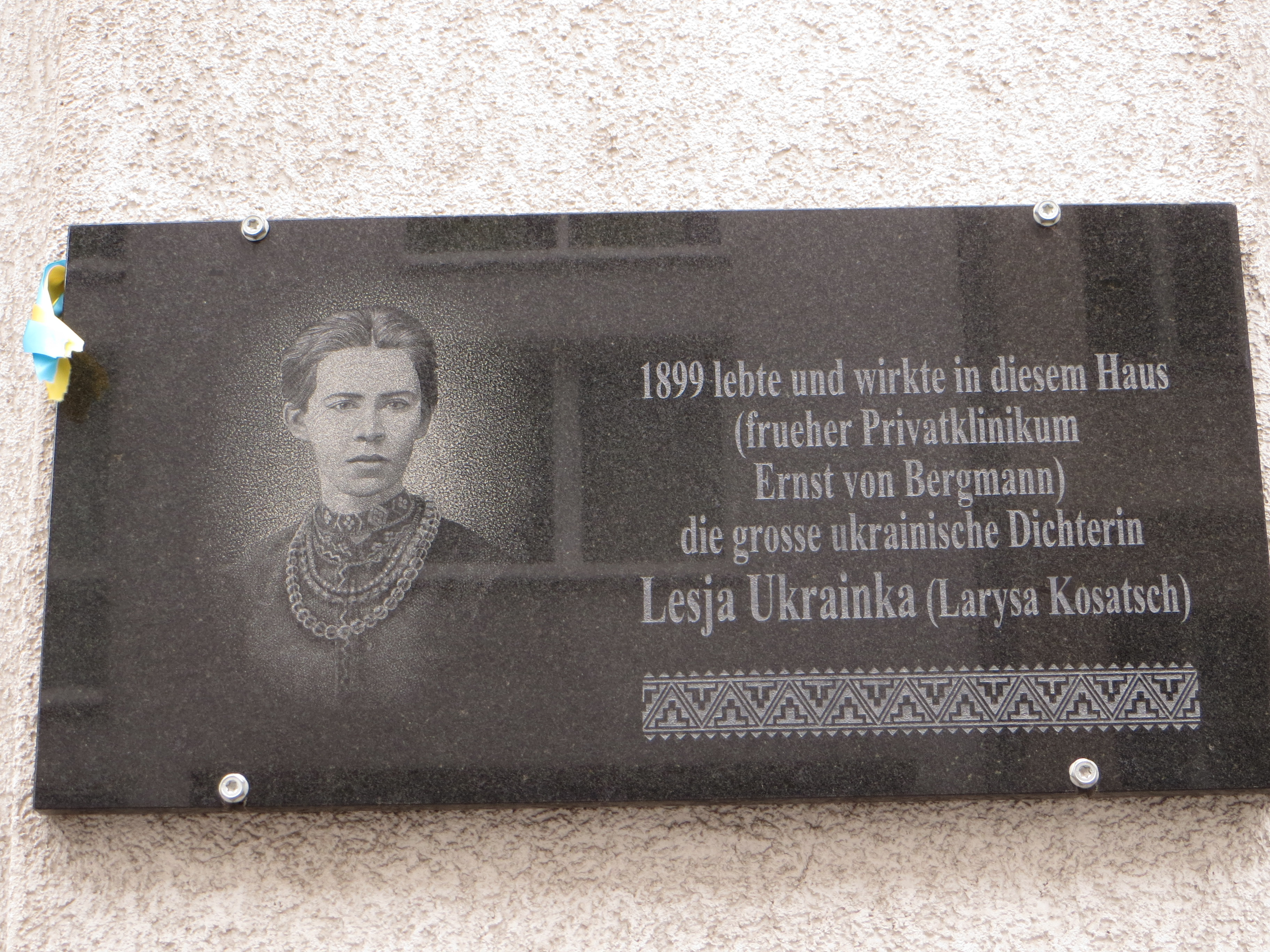
Мемориальная доска в память об украинской поэтессе Лесе Украинке в Берлине

Немногочисленные украинцы появились в немецких землях ещё в XVI—XIX веках. Это были студенты, обучавшиеся в немецких университетах. Однако до конца XIX века единственными случаями массового прибытия в Германию украинцев были походы русской армии, в составе которой было много украинцев во время Семилетней и Наполеоновских войн. В конце XIX — начале XX веков в связи с индустриализацией в Германию хлынул поток трудовых мигрантов с украинских земель, причём почти все они были из Австро-Венгрии. По подсчетам российского торгового агента К. Лейтеса только за 1909—1913 годы из Австро-Венгрии в Германскую империю прибыли 188 504 украинца для работы в сельском хозяйстве и 145 476 украинцев для работы в промышленности. Основной поток украинских трудовых мигрантов шёл в Германию из Галиции и Закарпатья.

### Украинцы в Германии в 1914—1945 годах

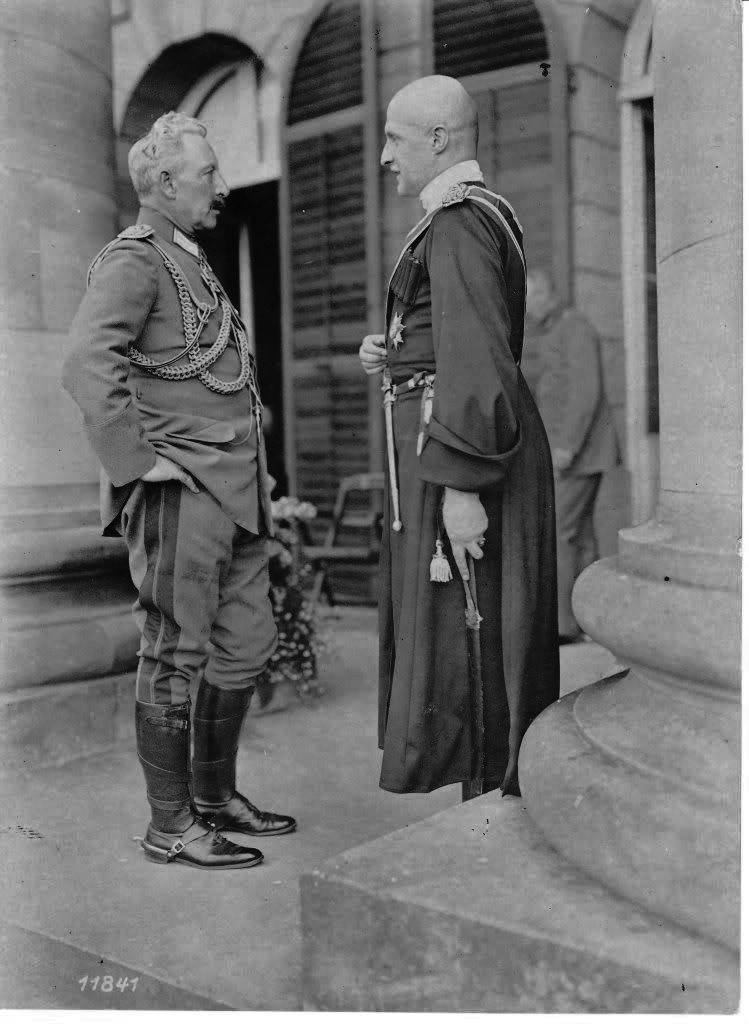
Император Германской Империи Вильгельм II (слева) и Гетман П.Скоропадский на встрече в оккупированном немцами Спа в августе 1918 года

В годы Первой мировой войны численность украинцев в Германии резко возросла за счет военнопленных российской армии, которые оказались в немецких лагерях. Общая численность военнопленных украинцев на территории Германии составила по разным оценкам от 150 тыс. до 300 тыс. человек. Весной 1915 года военнопленных украинской национальности немцы стали помещать в специальные «просветительные» лагеря с улучшенными условиями содержания, где вели с ними агитационную работу. Пропаганда среди военнопленных велась силами украинской эмиграции, в частности представителями Союза освобождения Украины (особенно после того, как этой организации австрийские власти запретили вести пропаганду в лагерях военнопленных на территории Австро-Венгрии). В лагерях для военнопленных в Германии функционировали библиотеки, музыкальные коллективы, курсы украинского языка, истории и литературы, издавались лагерные журналы. После признание Германией независимости УНР в Берлине появилось украинское посольство, по инициативе которого стали выходить «Известия украинского пресс-бюро». Осенью 1919 года в Берлине открылся Украинский экономический конгресс. Все это способствовало сильному интересу немецких националистических кругов к украинской тематике.
В 1918 году в Берлине П. Рорбах, сотрудник МИДа Германии, создал Немецко-украинское общество, которое в 1918—1926 годах издавало ежемесячник «Украина» на немецком языке. Само общество просуществовало до 1945 года, его членами были как немцы, так и украинцы. Одновременно в Германии возникла ещё одна дипломатическая миссия — представительство ЗУНР. В лагерях для военнопленных украинцев были созданы их общественные организации — например, в лагере Штаргард действовали Общество пленных украинцев (Громада полоненіх українців у таборі Штаргарді) и Просвита. После капитуляции Германии в 1919 году в городе Вецлар прошёл съезд украинских военнопленных. Но репатриация украинских военнопленных затянулась. В 1920 году в Германии по данным Украинского Красного креста было более 40 тыс. военнопленных украинцев. Весной 1921 года 4 оставшихся украинских лагеря (в Целле, Кведлинбурге, Лихтенхорсте и Касселе) были переданы украинскому отделу при российском бюро в Берлине и впоследствии репатриацию пленных украинской национальности завершили советские представители. Рапалльский договор 1922 года между советской и немецкой сторонами означал признание официальным Берлином только советского правительства в качестве официального преемника Российской империи. Украинское посольство в Берлине прекратило свою работу в марте 1923 года.
В 1920-е — 1930-е годы в Германии сформировалась весьма неоднородная украинская диаспора за счет как оставшихся в стране бывших военнопленных, так и эмигрантов. Наиболее значительный поток шёл из Польши. Только в одном 1928 году в Германию из Польши прибыли 20,1 тыс. украинцев. Для работы с эмиграцией в Германии возникли различные общественные структуры. Например, с 1927 года в Берлине действовал Украинский комитет по работе с беженцами, занимавшийся преимущественно дезертирами из польской армии, бежавшими в Германию. Украинские общественные организации в Германии в 1920-е годы были самого разного профиля — культурные, студенческие и другие. Они функционировали в разных городах Веймарской республики, но центром украинской эмиграции в межвоенной Германии был Берлин, где в 1920-е годы работали такие деятели украинской культуры как Леся Украинка, Микола Хвылевой и другие. Украинские политики пытались объединить эти общественные структуры. Например, в 1922 году под руководством бывшего министра иностранных Украинской державы Д. И. Дорошенко был создан Союз объединённых общественных и благотворительных организаций в Германии.
Украинская колония в Веймарской республике была крайне малочисленна, поэтому все украинские общественные организации 1920-х — начала 1930-х годов в Германии были невелики. Гетмановец Д. И. Дорошенко писал 26 июля 1926 года, что в случае создания образовательного учреждения: «мы бы обанкротились уже на второй месяц… если бы задумали создать школу с лекциями и т. д. Потому что у нас не будет аудитории. Очень простая причина — пятьдесят украинцев — студентов на весь Берлин (и то всяких техников, агрономов и т. д.)». Проживающие в Германии украинцы придерживались различных политических взглядов, но власти Веймарской республики не спешили им помогать. Лишь бывшему гетману П. П. Скоропадскому немецкие власти назначили пенсию в 10 тыс. марок в год, а в 1926—1927 годах выделили 45 тыс. марок на покрытие его долгов. Немецкие власти выделили также 64 тыс. марок на создание в 1926 году Украинского научного института и обещали ежегодно давать украинским студентам стипендии на сумму в 10 тыс. марок. Деятельность этой организации изначально носила политический характер, на что указывает тот факт, что её возглавил гетмановец Д. И. Дорошенко, а руководившая Институтом Куратория состояла в значительной части из немцев. Институт просуществовал до 1945 года в значительной мере на государственные средства, а с 1931 года перешёл в ведение Министерства образования Германии.

### 1945—1951 годы
Численность украинцев в Германии достигла пика к 1945 году. Оценить количество лиц украинской национальности в первые послевоенные годы можно только приблизительно, но очевидно что оно составляло несколько сот тысяч человек и быстро сокращалось в 1946—1951 годах за счет репатриации и выезда в третьи страны. Эмигрантский исследователь В. И. Маруняк пришёл к выводу, что в 1946 году в трех западных зонах оккупации Германии насчитывалось 177 630 украинцев, а в 1951 году их там осталось только 21 937. Кроме перемещенных лиц, много украинцев было среди военнослужащих советских войск на территории будущей ГДР. Основная масса перемещенных лиц украинской национальности в первые послевоенные годы была размещена в американской оккупационной зоне (в основном, в Баварии и Гессене). В западных зонах оккупации возникли целых украинские лагеря, в которых работали церкви, школы, детские сады, различные культурные учреждения, издавались газеты. Некоторые лагеря обладали внутренним самоуправлением. Например, лагерем в Аугсбурге руководил Совет лагеря (Таборова Рада), избиравший коменданта и утверждавший бюджет лагеря, также там действовал лагерный суд.
В послевоенной Баварии было быстро восстановлено украинское высшее образование, в значительной мере силами украинской профессуры, бежавшей из Чехословакии. Центром украинской послевоенной культурной жизни стала Бавария. Так, в Регенсбург из Подебрад переместился Украинский хозяйственно-технический институт (Український Технично-Господарский Інститут). Уже осенью 1945 года в Мюнхене начал работу Украинский свободный университет, где уже в 1947 году учились 347 студентов. В Аугсбурге были открыты курсы этого вуза и создана Украинская свободная академия наук (Українська вільна академія наук). В Мюнхене также возникли Украинская экономическая высшая школа (Українська Економічна Висока Школа в Мюнхені) и Православная богословско-педагогическая Академия УАПЦ (Українська Православна Богословсько-Педагогічна Академія в Мюнхені). В Хиршберге в том же году была создана для униатов Греко-католическая богословская семинария (Греко-католицька богословська семінарія). Кроме того, действовали «народные университеты» — 11 в американской зоне и 2 в английской. Были украинские СМИ — «Библиотека украиноведения», «Настоящее и прошлое» («Сьогочасне і минуле») и другие.
К 1948 году в Германии было 16 украинских издательств. В послевоенный период была создана целая сеть украинских школ, прежде всего в американской оккупационной зоне. Всего в Германии в 1947 году украинскими были 72 детских сада, 87 начальных школ, 35 гимназий, 8 средних школ, 39 торговых школ, 5 вузов. Эти учреждения были небольшими по численности обучающихся — например, в 5 вузах было только 1266 студентов. В первое послевоенное десятилетие украиноязычная культура в Западной Германии (прежде всего, в Баварии) была представлена очень широко. В сентябре 1945 года в городе Фюрт возник союз украинских писателей — Містецький українский рух, просуществовавший до 1948 года (в его составе были И. П. Багряный, У. А. Самчук, И. В. Майстренко и другие литераторы).
Власти США благосклонно относились к украинской антисоветской эмиграции, скорее всего потому, что рассчитывали использовать её против СССР в условиях начавшейся «холодной войны». В 1948 году военные власти США признали Центральное представительство Украинской эмиграции в Германии в качестве официального органа украинцев. Вскоре после Второй мировой войны опять обострилась проблема объединения антисоветских украинских сил в западных зонах. Политически украинские эмигранты принадлежали к самым разным течениями. 14 июля 1946 года был создан Координационный украинский комитет (Координаційний український комітет), в который вошли в частности: Национально-демократическое объединение (Українське національно-демократичне об’єднання), Социалистическая радикальная партия (Українська соціялістично-радикальна партія), Партия социалистов-революционеров (Українська партія соціялістів революціонерів), Социал-демократическая рабочая партия (Українська соціял-демократична робітнича партія), Национально-государственный союз (Український національно-державний союз), Союз гетманцев-государственников (Союз гетманців-державніків). Однако развернуть широкую политическую деятельность в созданной ФРГ комитету не удалось, так как к 1951 году значительная часть украинцев выехала (в том числе в Канаду и США), а многие украинские культурные организации были вынуждены либо прекратить свою деятельность в Германии, либо перебраться в третьи страны.

### 1950-е — 1980-е годы
В 1950-е — 1980-е годы в Германии существовали две украинские общины — в ГДР и ФРГ. Первая, представленная преимущественно советскими гражданами (прежде всего военнослужащими ГСВГ украинской национальности) была наибольшей по численности. Кроме того, с конца 1950-х годов увеличивался поток советских украинцев, посещавших ГДР с туристическими целями. К 1990 году в ГДР побывали более 2 млн советских туристов, а СССР посетили более 4 млн туристов из Восточной Германии. Многие из советских туристов были украинцами.
Украинская община ФРГ была гораздо меньшей по численности, но зато не столь просоветской, как в ГДР. Она состояла в основном из украинских эмигрантов, большая часть которых проживала в Баварии. Общая численность украинцев ФРГ по состоянию на 1970 год оценивалась примерно в 20 тыс. человек (из них около 44 % проживали в Баварии), ещё примерно 440 украинцев жили в Западном Берлине. Несмотря на малочисленность украинского населения, именно в ФРГ разместилась воссозданная в 1947 году Украинская народная рада. В 1950 году в Мюнхене был основан Институт по изучению истории и культуры СССР, к работе в котором были привлечены украинские эмигранты. Институт активно работал — в 1954 году он издал первый «Український збірник». Установление отношений между ФРГ и СССР при В. Брандте в период Большой разрядки привело к резкому падению интереса властей Германии к украинской диаспоре. В 1972 году был закрыт Институт по изучению истории и культуры СССР, а в 1978 году распущена Украинская народная рада. В 1950-е — 1980-е годы в ФРГ продолжал действовать Украинский свободный университет в Мюнхене, но он не пользовался особой популярностью — в 1970-х годах в нём учились около 50 человек.
Власти СССР с середины 1950-х годов развернули работу по связям с соотечественниками за рубежом, стремясь перетянуть их на просоветские позиции. В 1955 году в СССР была объявлена амнистия лицам, сотрудничавшим в годы Великой Отечественной войны с врагом, а также создан Комитет за возвращение на Родину, который должен был содействовать репатриации в том числе амнистированных.
На установление связей с украинскими эмигрантскими кругами за границей были ориентированы различные прокоммунистические общественные организации, которые создавались в СССР с конца 1950-х годов под контролем КПСС. Эти общественные структуры должны были склонять украинскую диаспору в капиталистических странах к переходу на позиции лояльности советской власти. Для достижения этой цели общества вели широкую пропаганду — присылали литературу о достижениях Советской Украины, устраивали различные выставки за рубежом, а также приглашали в СССР эмигрантов. Общества работали с украинцами, живущими, как в ГДР, так и в ФРГ.
В Украинской ССР в 1959 году было создано республиканское Украинское общество дружбы и культурных связей с зарубежными странами. В конце 1960-х — 1980-е годы эта организация обслуживала около 16 % иностранных туристов, прибывавших на Советскую Украину. В основном общество обслуживало представителей украинской эмиграции и различные делегации из «прогрессивных» иностранных деятелей. В основном общество обслуживало туристов из социалистических стран Восточной Европы, в том числе из ГДР, причем поток приезжих из Восточной Германии с конца 1960-х годов возрастал. В 1967 году общество приняло 3763 туриста из ГДР, в 1984 году — уже 14910 восточногерманских туристов. По линии общества принимались также делегации из ФРГ. В 1961—1984 годах в Украинскую ССР прибывали «поезда дружбы» из социалистических стран, значительная часть которых была из ГДР.
1 октября 1960 года возникло Общество культурных связей с украинцами за границей «Україна». Оно издавало газету «Вісті з України» (с приложением на английском языке «News from Ukraine») и имело целый ряд отделений в областях Украины. Общество, а также советское посольство в ФРГ с 1960-х годов проводили различные культурные мероприятия для украинцев Западной Германии — фотовыставки, давали путевки детям эмигрантов в советские пионерские лагеря.
С конца 1970-х годов советскую Украину стали посещать небольшие делегации соотечественников из ФРГ, а к 1978 году в Западной Германии было 5 патриотических просоветских смешанных по этническому составу организаций, имевших свои библиотеки и кинозалы: «Батьківщина» во Франкфурте-на-Майне, «Мир» в Ганновере, «Дружба» в Манхайме, «Ромашка» в Дортмунде и Союз співвітчизников (Союз взаємодопомоги співвітчизников) в Мюнхене. Эта политика приносила плоды — часть украинцев ФРГ перешла на просоветские позиции и принимала участие в этих мероприятиях. В Западной Германии с конца 1950-х годов появлялись в небольшом количестве советские туристы (в том числе с Украины). Число советских туристов, побывавших в ФРГ (в том числе с Украинской ССР) было небольшим и по годам составило:
- 1959 год — 164 чел.;
- 1965 год — 394 чел.;
- 1988 год — 4000 чел.

Однако в 1960-е — 1980-е годы в рамках советской работы с соотечественниками основное внимание и силы были брошены не на ФРГ, а на США и Канаду, где существовали намного большие по численности украинские диаспоры. Например, в 1985 году в США и Канаду по заданию Общества культурных связей с украинцами за границей «Україна» делегации направлялись 8 раз, а в ФРГ ни разу.

## Современность
Объединение Германии и распад СССР резко изменили положение украинской общины в Германии, хотя её общая численность вряд ли изменилась. В Германию хлынул поток украинских мигрантов, но одновременно страну вместе с советскими войсками покинули многие украинцы-военнослужащие. В 1992—2000 годах ежегодно прибывали 27 тыс. — 34 тыс. украинцев из бывших советских республик.

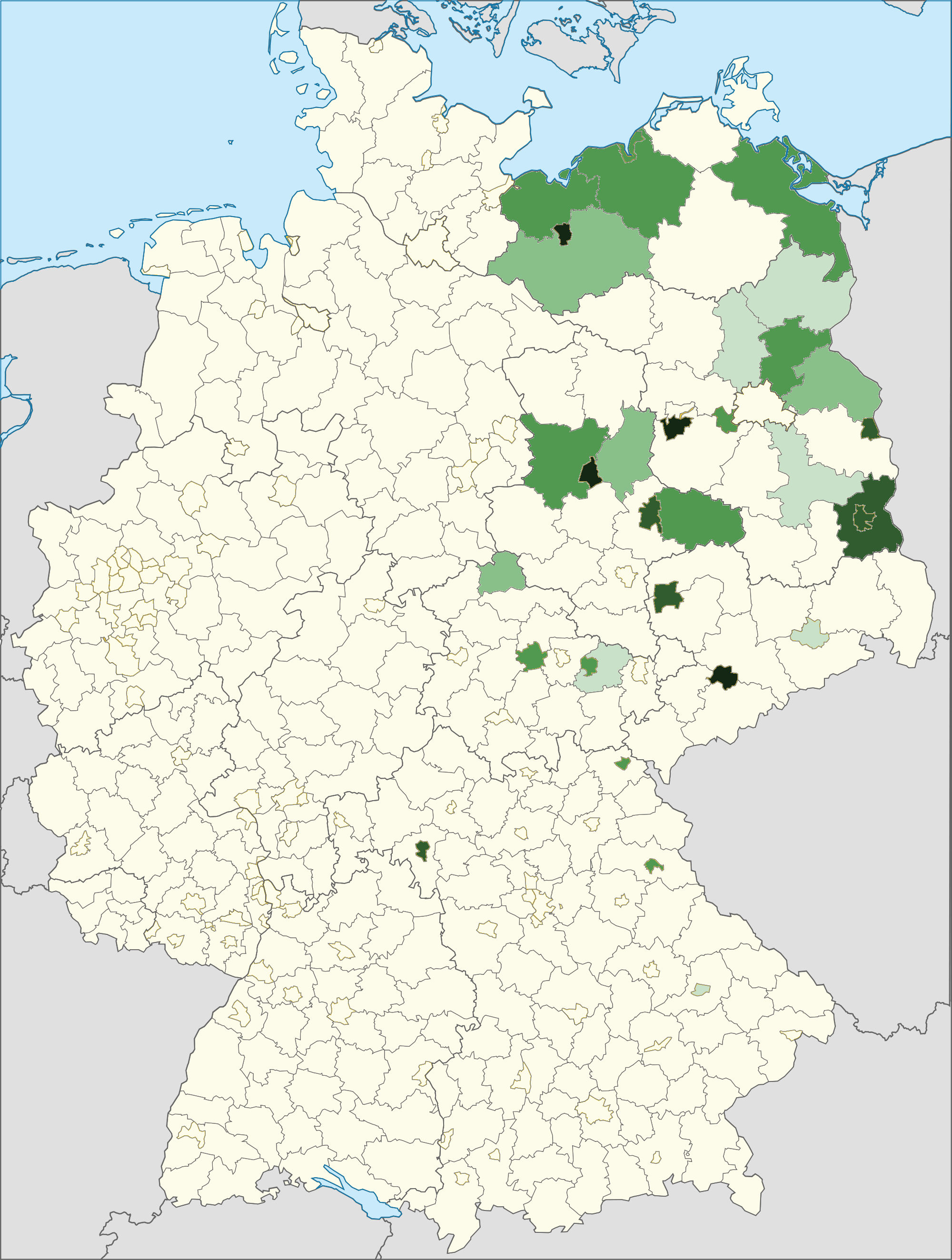
Районы с наибольшей частотой встречаемости украинцев среди общего числа иностранцев в ФРГ (2014)

В 2000-е — 2010-е годы численность украинцев в Германии по годам была следующей:
- 2000 год — 89 282 чел.
- 2001 год — 103 477 чел.
- 2002 год — 116 003 чел.
- 2003 год — 125 998 чел.
- 2004 год — 128 110 чел.
- 2005 год — 130 674 чел.
- 2006 год — 128 950 чел.
- 2007 год — 126 960 чел.
- 2008 год — 126 233 чел.
- 2009 год — 125 617 чел.
- 2010 год — 124 293 чел.
- 2011 год — 123 300 чел.
- 2012 год — 123 341 чел.
- 2016 год — 272 тыс. чел[1].

Вышеприведенные цифры свидетельствуют, что украинская община Германии до 2005 года росла за счет иммиграции, а с 2006 года стала постепенно сокращаться. Это было связано с тем, что в Германии в 2000-е годы было реформировано законодательство и создана система избирательного трудоустройства иностранцев, при которой преимущество получили высококвалифицированные специалисты. Однако в дальнейшем численность украинцев в Германии снова начала расти, и по данным немецкого Федерального бюро статистики на 2016 год составляла около 272 тысяч человек.
По данным микропереписи, проведённой Федеральной службой статистики Германии, по состоянию на 2024 год в Федеративной Республике Германия проживало около 711 тысяч украиноговорящих (0,86 % населения страны).

## Численность и расселение украинцев в Германии
Согласно официальным данным Федерального бюро статистики по состоянию на 2016 год численность украинцев в Германии около 272 тыс. человек. Украинцы живут во всех землях Германии, не образуя нигде большинства. Наибольшее число украинцев (на 2012 год) проживало в трех южных землях Западной Германии — Баварии, Северном Рейне-Вестфалии и Баден-Вюртемберге.
Таблица 1. Численность украинцев по землям Германии (на 31 декабря 2012 года)
|    | Федеральная земля             | Численность украинцев (чел.) |
| -- | ----------------------------- | ---------------------------- |
| 1  | Бавария                       | 21431                        |
| 2  | Баден-Вюртемберг              | 13525                        |
| 3  | Берлин                        | 8735                         |
| 4  | Бранденбург                   | 3655                         |
| 5  | Бремен                        | 1322                         |
| 6  | Гамбург                       | 3858                         |
| 7  | Гессен                        | 9591                         |
| 8  | Мекленбург-Передняя Померания | 2273                         |
| 9  | Нижняя Саксония               | 9974                         |
| 10 | Рейнланд-Пфальц               | 5239                         |
| 11 | Саар                          | 1448                         |
| 12 | Саксония                      | 6234                         |
| 13 | Саксония-Анхальт              | 3002                         |
| 14 | Северный Рейн-Вестфалия       | 28174                        |
| 15 | Тюрингия                      | 2035                         |
| 16 | Шлезвиг-Гольштейн             | 2845                         |

## Религия
Верующие украинцы Германии принадлежат к разным конфессиям, но большинство среди них православных, католиков и греко-католиков. В северных землях Германии влиянием среди украинских эмигрантов пользуется Евангелическая церковь Германии. Религиозные организации являются среди украинцев Германии также образовательными центрами, которые хранят и популяризируют среди них украинские язык и культуру. Большинство украинских школ Германии в 2000-е годы были субботними и работали при церквях.

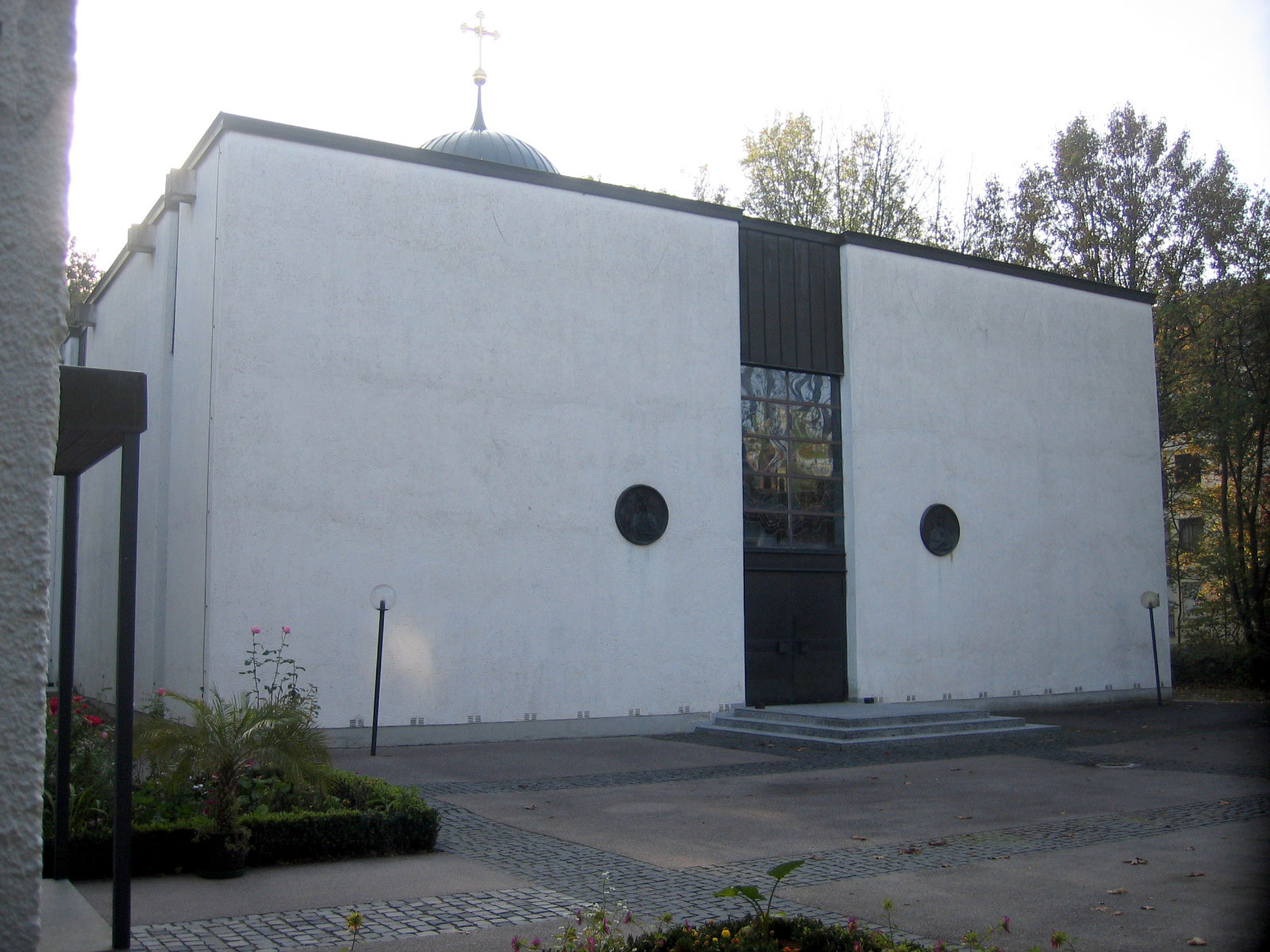
Украинская греко-католическая церковь в Мюнхене (Апостольский экзархат Германии и Скандинавии УГКЦ)

В современное время значительную роль в религиозной жизни украинцев католического вероисповедания играет Апостольский экзархат Германии и Скандинавии Украинской грекокатолической церкви с кафедрой в Мюнхене. Кафедральным собором апостольского экзархата Германии и Скандинавии является церковь Покрова Пресвятой Богородицы и Святого Андрея Первозванного в Мюнхене. Приходы и церкви УГКЦ расположены в следующих немецких городах:
- Приход Украинской греко-католической церкви Св.Николая (Берлин),  о.Сергей Данков (Sergiy Dankiv)
- Приход Украинской греко-католической церкви Св.Николая (Бамберг), о. Богдан Пушкарь (Bohdan Puszkar)
- Украинская греко-католическая церковь Всех Святых (Гамбург)
- Украинская греко-католическая парафия Христа Царя (Дюссельдорф), о.Николай Павлик (Mykola Pavlyk)
- Приход Украинской греко-католической церкви Св.Владимира (Ганновер), о.Роман Максимцив (Roman Maksymtsiv)

## Образование
В Германии по состоянию на начало 2000-х годов действовал ряд украинских школ в крупных городах, большинство из которых находились в Западной Германии (Бамберг, Новый Ульм, Тюбинген, Гейдельберг, Фрайбург, Франкфурт-на-Майне, Дюссельдорф, Ганновер и Гамбург). На территории бывшей ГДР украинские школы в начале 2000-х годов существовали только в Берлине и Дрездене. Почти все украинские школы находились в составе украинской педагогической организации «Родная школа» (Товариство «Рідна школа»). Религиозные организации также являются среди украинцев Германии образовательными центрами, которые хранят и популяризируют среди них украинские язык и культуру. В современное время украинские школы, позволяющие изучать украинский язык, а также общественно-культурные и образовательные организации широко представлены практически в каждом регионе Германии. Например, украинская школа «Душица» в г. Берлин, общество «Рідна школа» и многие другие (см. Организации украинцев в Германии).
Высшее образование на украинском языке представлено Украинским свободным университетом в Мюнхене, который финансируется федеральным правительством Германии и властями Баварии. В начале 2000-х годов 80 % финансирования университета составляли бюджетные дотации от властей Баварии, а ещё 11 % от федерального центра. В Мюнхене есть ещё один украинский вуз — Украинский институт политики просвещения (Український інститут освітньої політики). Украинистика представлена в Германии кафедрой украинистики Института славистики Университета Э.-М. Арндта (Грайфсвальд). За пределами Баварии украинских высших учебных заведений нет.
В 2006/2007 учебном году в вузах Германии обучались 8839 студентов с Украины, большинство которых (78,6 %) не имели немецкого гражданства. Всего в немецких вузах в 2006/2007 учебном году было 246 369 студентов из других стран (в том числе 188 436 человек, имевших немецкое гражданство). Таким образом, студенты с Украины составляли 3,6 % иностранных студентов ФРГ.

## Общественные организации
В Германии существует целый ряд украинских общественных организаций, крупнейшей из которых является федеральное Объединение украинских организаций в Германии. Объединение является центральной организацией украинцев в ФРГ, целью которого является координация деятельности украинских общественных организаций и учреждений, защита интересов украинцев в Германии.

По итогам года украинского языка 2017/2018 в Германии было открыто первое украинское радио «trembeatsFM» на территории этой страны. Запись радиопрограммы первого в Германии украинского радио прошло в Берлине. Первыми гостями радиоэфира стали Посол Украины Андрей Мельник и популярный немецкий политик Карл-Георг Вельманн. 

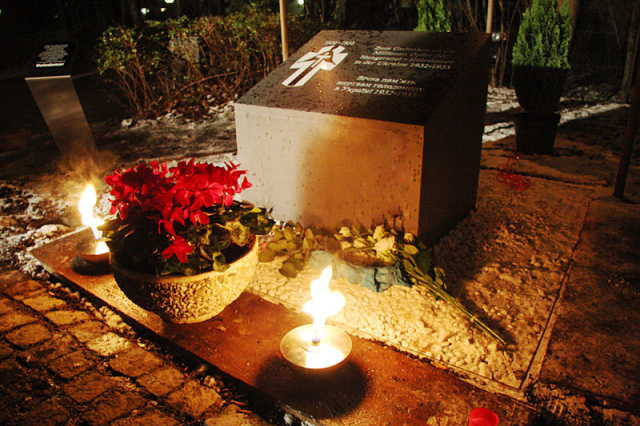
Памятный знак жертвам Голода на Украине 1932—1933 гг. в Мюнхене

Украинская общественная, политическая, образовательная и религиозная жизнь в Германии представлены следующими организациями:
- Центральный союз украинцев в Германии (Берлин), председатель: Людмила Млош
- Немецко-украинское культурное объединение «Украинский мир». В 2010 году при объединении основано ансамбль украинской песни «Адонис».
- Немецко-украинское общество культуры «Берегиня» (Берлин), председатель: Светлана Фьорстер.
- Немецко-украинский информационно-культурный центр ( Дюссельдорф),руководитель : Александр Шиян www.Trend-Ukraine.de
- Украинский киноклуб в Берлине. Координатор: Александра Бинерт. Некоммерческая и независимая организация, проводящая ежемесячные показы интересных художественных и документальных украинских фильмов, включая тематические дискуссий. Все фильмы демонстрируются с немецкими или английскими субтитрами.
- Немецкое представительство украинского журнала «Критика». Журнал аналитической направленности, публицистики и рецензий «Критика» был основан осенью 1997 года группой украинских интеллектуалов по инициативе литературоведа и историка культуры, профессора Гарвардского университета Григория Грабовича.
- Украинская школа «Душица» в г. Берлин. Контактное лицо: Ольга Самборская.
- Союз украинских студентов в Германии (Мюнхен). Председатель - Екатерина Пташник.
- Украинская скаутская организация «Пласт» (Мюнхен), председатель: Ольга Ткаченко.
- Союз украинской молодежи (Мюнхен), председатель: Андрей Несмачный.
- Объединение украинских женщин в Германии (Мюнхен), председатель: Мария Ковалишин.
- Общество «Украина» (Мюнхен), председатели: Татьяна Новая, Иван Бобин, Оксана Кисель.
- Украинские сообщество «Украина-Хемниц-Европа». Председатель Вероника Смалко, заместитель - Виталий Марченко
- Ассоциация украинцев Северной Германии (Гамбург), председатель Ростислав Сукенник.
- Управа краевого представительства украинцев земли Северный Рейн-Вестфалия (Эссен).
- Представительство украинцев в Нижней Саксонии (Ганновер).
- Украинская община земли Шлезвиг-Гольштейн (Любек).
- Институт всестороннего взаимопонимания между немецким и украинским народами (Кёльн), председатель: Валерий Жураховский.
- Немецко - украинское общество «Райн - Некар» (Нуслох), председатель: Эрнст Людеманн, Мария Мельник.
- Украинский свободный университет в Мюнхене.
- Общество содействия, подъёма и распространения украинской культуры в Германии (Мюнхен). Председатель: Наталья Мехед.
- Общество «Рідна школа» (Мюнхен), председатель: Андрей Куцан.
- Общественная организация «Украинцы в Германии» (Мюнхен), председатель: Эвелина Юнкер.
- Немецко-украинское Общество «Украинцы Карлсруэ», директор Ульяна Сенюк.
- Украинское общество во Франкфурте-на-Майне, председатель - Роман Рокицкий.
- Гражданское общество «Мы - Украинцы», председатель Олег Паславский.
- Немецко-украинский союз «Марбургский обоз +», председатель Светлана Дяченко.
- Организация «Kinderhilfe Ukraine Rhein-Neckar für Novograd- Volynskij», председатель: Валентина Собецкая
- Украинская община во Франкфурте-на-Майне, председатель: Алексей Емельяненко.
- Музей украинского народного искусства в г.Ханенбах (Рейнланд-Пфальц).
- Немецко-украинское общество города Фрайбург, председатель: Елена Вебер.
- Украинское интеграционно-культурное объединение «Lerche» (Жаворонок), председатель: Цианна Кушнир.
- Международный центр культуры и искусства «Каштан» (Дюссельдорф), председатель: Татьяна Черноус.
- Немецко-украинский журнал «Gelblau». Издатель: Ukrainisches Atelier für Kultur & Sport e.

### Немецко-украинское научное общество им. проф. Ю.Бойко-Блохина
Общество было создано 28 января 2007 (протокол № 1 от 28.01.07) в г. Мюнхен.
Основные цели научной организации:
- содействие развитию научного сотрудничества украинских и немецких ученых в области науки, культуры и религии;
- углубление научных связей украинских ученых с учеными не только Мюнхена, но и всей Германии;
- научное сотрудничество между обществом и учебными заведениями и общественными организациями в Украине и за рубежом.
За относительно недолгое время существования было проведено множество историко-научных конференций, среди которых - международная конференция «Украинцы в Германии и за океаном и немецкая диаспора в Украине»,  «Голодомор 1932-1933 годов в Украине. Рассекреченная память» и т.д.